# Grève générale syrienne de 1936
La grève générale syrienne de 1936 (arabe : الإضراب الستيني (al'Iidrab al'Sitiyniu)) était une grève de 50 jours organisée en réponse à la politique d'occupation française de la Syrie et du Liban. La grève a paralysé le pays pendant deux mois et contraint la France à négocier le traité d'indépendance franco-syrienne avec le Bloc national.

## Aperçu
Le 11 janvier 1936, le Bloc national rend hommage à l'un de ses dirigeants, Ibrahim Hananou, décédé en novembre 1935. La réunion comprenait plusieurs discours déplorant et attaquant l’occupation française. Peu de temps après, les autorités françaises sous mandat ont fermé le bureau du Bloc national à Damas et arrêté deux dirigeants nationalistes éminents du parti, Fakhri al-Baroudi et Sayf al-Din al-Ma'mun. En réponse, le Bloc a appelé à la grève contre la politique d'occupation française. La grève, qui a débuté le 20 janvier par des arrêts de travail et des manifestations étudiantes à Damas, Homs, Hama et Alep, s'est rapidement étendue à toutes les grandes villes.
Les dirigeants du Bloc national, dont Nasib al-Bakri, Jamil Mardam Bey, Lutfi al-Haffar et Faris al-Khoury, ont activement participé et organisé des manifestations contre l'occupation française et le président nommé par la France, Taj al-Din al-Hasani, et a exigé le rétablissement de la constitution de 1930, qui a été suspendue en 1933. La Ligue nationale d'action a soutenu la grève et a participé à l'organisation de marches et de manifestations à Damas. L’action de désobéissance civile a paralysé l’économie et a rapidement amené le pays « au bord d’une fermeture totale ».

## Réponse française
Le haut-commissaire français Damien de Martel est rappelé en urgence de Beyrouth à Damas pour faire face à la situation et le général Charles Huntziger, commandant de l'armée du Levant, est chargé de ramener le calme. Plusieurs dirigeants du Bloc, dont Nasib al-Bakri et Mardam Bey, ont été exilés et plus de 3 000 personnes ont été arrêtées.
Pour tenter de disperser les manifestations, les troupes françaises ont ouvert le feu sur les manifestants, faisant des dizaines de morts. Cependant, ces mesures n'ont pas réussi à réprimer le soulèvement, qui a recueilli le soutien d'autres pays arabes alors que la population manifestait dans les rues d'Irak, du Liban, de Palestine et de Jordanie en solidarité avec le peuple syrien. Le gouvernement français a également subi d’intenses pressions en France de la part des médias de gauche et du Front populaire émergent, qui ont appelé à une refonte complète de sa politique en Syrie et au Liban.

## Résolution
Le 2 mars, les autorités françaises ont cédé et ont accepté d'entamer des négociations avec le Bloc national. Ils ont également accordé une amnistie générale aux personnes arrêtées ou exilées pendant la crise. Le Bloc a mis fin à la grève le 6 mars, après la libération de ses dirigeants emprisonnés. Plus tard cette année-là, une délégation du Bloc national s'est rendue à Paris et a signé le Traité d'indépendance franco-syrienne.